# Porslinskrabba
Porslinskrabba (Porcellana longicornis) är en kräftdjursart som först beskrevs av Carl von Linné 1767.  I den svenska databasen Dyntaxa används istället namnet Pisidia longicornis. Enligt Catalogue of Life ingår porslinskrabba i släktet Porcellana och familjen porslinskrabbor, men enligt Dyntaxa är tillhörigheten istället släktet Pisidia och familjen porslinskrabbor. Arten är reproducerande i Sverige. Inga underarter finns listade i Catalogue of Life.